# Вулька (гміна Бакалажево)
Вулька (пол. Wólka) — село в Польщі, у гміні Бакалажево Сувальського повіту Підляського воєводства.
Населення — 25 осіб (2011).
У 1975-1998 роках село належало до Сувальського воєводства.

## Демографія
Демографічна структура станом на 31 березня 2011 року:
|          | Загалом | Допрацездатний вік | Працездатний вік | Постпрацездатний вік |
| -------- | ------- | ------------------ | ---------------- | -------------------- |
| Чоловіки | 8       | 1                  | 5                | 2                    |
| Жінки    | 17      | 9                  | 6                | 2                    |
| Разом    | 25      | 10                 | 11               | 4                    |